# Джефф Гендрік
Джеффрі Патрік Гендрік (англ. Jeff Hendrick, нар. 31 січня 1992, Дублін, Ірландія) — ірландський футболіст, півзахисник який грає в англійському клубі «Редінг» на правах оренди з «Ньюкасл Юнайтед» і національну збірну Ірландії.

## Клубна кар'єра
Вихованець академії клубу «Дербі Каунті». Дорослу футбольну кар'єру розпочав 2010 року в основній команді того ж клубу. З сезону 2011/12 став стабільним гравцем основного складу. У 2016 році провів свою 200-ту гру за «Дербі» в Чемпіонаті Футбольної Ліги, другому англійському дивізіоні, в якому протягом цих років незмінно виступала команда.

## Виступи за збірні
2007 року дебютував у складі юнацької збірної Ірландії з гравців до 16 років. Згодом залучався до складів збірних команд U-17 та U-19. Взяв участь у 19 іграх на юнацькому рівні, відзначившись 5 забитими голами.
Протягом 2011–2013 років грав за молодіжну збірну Ірландії. На молодіжному рівні зіграв у 12 офіційних матчах, забив 2 голи.
2013 року дебютував в офіційних матчах у складі національної збірної Ірландії. У травні 2016 був включений до заявки збірної для участі у фінальній частині чемпіонату Європи 2016 року у Франції.